# Lucky (filme)
Lucky é um filme de comédia policial de 2011 estrelado por Ari Graynor e Colin Hanks, sob direção de Gil Cates Jr..